# بونزبورو (ميزوري)
بونزبورو (بالإنجليزية: Boonesboro)‏ هي إحدى المجتمعات الفردية (غير مصنفة) في ولاية ميزوري في الولايات المتحدة الأمريكية.